# 여미지식물원
여미지식물원(如美地植物園, Yeomiji Botanical Garden)은 대한민국 제주특별자치도 서귀포시 중문관광로 93 중문관광단지(中文觀光團地)에 있는 식물원이다.

## 개요
1989년 10월 12일 개원했으며, 1992년에는 한국기네스협회로부터 동양 최대 온실로 인정받았다.1995년 6월 29일 삼풍백화점 붕괴 사고 이후 서울시에 귀속되었으며, 1997년부터 서울시시설관리공단에 위탁관리되어 오다가 2005년 4월 19일에는 부국철강의 계열사인 부국개발에 인수되었다.

## 역사
- 1989년 10월 12일, 여미지식물원 개원
- 1992년 10월 25일, 한국기네스협회에서 동양 최대 온실로 인정함
- 2003년 2월 7일, 환경부로부터 서식지외보전기관으로 지적
- 2005년 4월 19일, 부국개발주식회사 인수